# Деїдамія (дочка Лікомеда)
Деїда́мія (дав.-гр. Δηιδάμεια, Deidamia) — одна з дочок скіроського володаря Лікомеда, кохана Ахіллеса, мати Неоптолема. На фресках та мозаїках часто зображується поруч з Ахіллесом.